# Джек, Шинед
Шинед Джек (англ. Sinead Jack; р. 10 мая 1993, Сан-Фернандо, Тринидад и Тобаго) — волейболистка Тринидада и Тобаго. Центральная блокирующая. 

## Биография
До 2010 года Шинед Джек выступала за лучшую команду страны, представляющую Университет Тринидада и Тобаго. После этого волейболистка на протяжении трёх сезонов выступала за польский АЗС (Белосток), а затем также три года — за российскую «Уралочку-НТМК», в составе которой дважды выигрывала медали чемпионатов России. В первенстве России 2015/2016 Джек стала самой результативной среди игроков своего амплуа, а в полуфинале плей-офф против казанского «Динамо» показала выдающийся результат в атакующих действиях — 71 % эффективности, реализовав 17 атак из 24. На следующий день на разминке перед финалом Джек неожиданно потеряла сознание и в решающей игре первенства против московского «Динамо» принять участие не смогла В мае 2016 тринидадская волейболистка подписала контракт с турецким «Галатасараем».
С 2009 года Шинед Джек является игроком сборной Тринидада и Тобаго. В её составе принимала участие в квалификационных турнирах Олимпийских игр и чемпионатов мира, четырежды в чемпионатах NORCECA, 6 раз в розыгрышах Панамериканского Кубка, дважды в Играх Центральной Америки и Карибского бассейна, но ввиду скромных возможностей сборной своей страны на этих турнирах ни разу не стала обладателем медалей. И всё же на чемпионате NORCECA 2013 Джек вошла в символическую сборную и была признана лучшей блокирующей. Трижды в составе национальной команды Тринидада и Тобаго спортсменка выигрывала золотые медали Карибских чемпионатов, в которых принимают участие команды стран-членов Карибской зональной волейбольной ассоциации (CAZOVA).       

### Клубная карьера
- до 2010 —  UTT[5] (Порт-оф-Спейн);
- 2010—2013 —  АЗС (Белосток);
- 2013—2016 —  «Уралочка-НТМК» (Свердловская область);
- 2016—2018 —  «Галатасарай» (Стамбул);
- 2018—2020 —  «Дэнсо Эйрибис» (Нисио);
- 2020—2021 —  «Ильбанк» (Анкара);
- 2021—2022 —  «Вальефолья»;
- с 2022 —  «Эджзаджибаши» (Стамбул).

## Достижения

### С клубами
- двукратный чемпион Тринидада и Тобаго — 2009, 2010.
- серебряный призёр чемпионата России 2016;
  - бронзовый призёр чемпионата России 2015.
- 3-кратный серебряный призёр чемпионатов Турции — 2017, 2023, 2024;
  - бронзовый призёр чемпионата Турции 2025.
- серебряный призёр розыгрыша Кубка Турции 2024.

- победитель клубного чемпионата мира 2023;
  - бронзовый призёр клубного чемпионата мира 2022.
- серебряный призёр Лиги чемпионов ЕКВ 2023.
- серебряный призёр Кубка Европейской конфедерации волейбола 2014.
- серебряный призёр Кубка вызова ЕКВ 2015.

### Со сборной Тринидада и Тобаго
- трёхкратный победитель Карибских чемпионатов — 2010, 2012, 2014;

### Индивидуальные
- 2013: лучшая блокирующая чемпионата NORCECA 2013.

2017: лучшая центральная блокирующая (одна из двух) Панамериканского Кубка.
2018: лучшая центральная блокирующая (одна из двух) Центральноамериканских и Карибских игр.
2019: лучшая центральная блокирующая чемпионата Японии.
2020: лучшая нападающая и центральная блокирующая чемпионата Японии.
2023: лучшая центральная блокирующая (одна из двух) клубного чемпионата мира.